# Christian Alvart
Christian Alvart (né le 28 mai 1974, à Jugenheim) est un réalisateur et scénariste allemand.

## Biographie
Avant de travailler dans l'industrie du film, Christian Alvart travaillait comme rédacteur en chef à Filmmagzin X-TRO. En 1999, il fait ses débuts comme réalisateur avec le thriller La Curiosité et le Chat, pour lequel il a également écrit le scénario. En 2009, il réalise son premier film hollywoodien, Pandorum. Il enchaîne avec Le Cas 39, dans lequel Renée Zellweger tient le rôle principal.
En mars 2010, il a été annoncé que Christian Alvart garantit les droits du film Capitaine Futur et travaille sur un live-action de l'adaptation en 3D.

## Filmographie
- 1999 : La Curiosité et le Chat (en)
- 2005 : Antibodies
- 2009 : Pandorum
- 2009 : Le Cas 39 (Case 39)
- 2010 : Le Train de 8h28 (8 Uhr 28) (téléfilm)
- 2013 : Banklady (de)
- 2015 : Halbe Brüder (de)
- 2016 : Mission Istanbul (Tschiller: Off Duty (de))
- 2017 : Sur les traces du passé (Leanders Letzte Reise), producteur uniquement
- 2018 : Dogs of Berlin (série télévisée)
- 2018 : L'Inciseur (Abgeschnitten)
- 2018 : Steig. Nicht. Aus!
- 2019 : Lands of Murders (Freies Land)
- 2020 : Sløborn (série télévisée)